# Benoîte Crevoisier
Pour les articles homonymes, voir Crevoisier.
Benoîte Crevoisier, née le 14 mars 1938 à Lajoux et morte le 20 août 2024 à Saignelégier, est une écrivaine suisse.

## Biographie
Benoîte Crevoisier naît le 14 mars 1938 à Lajoux, alors dans le canton de Berne. Elle est la dixième d'une fratrie de 12 enfants. Ses parents, très catholiques, se prénomment Armand et Marie. Son père est instituteur et paysan. 
Après sa formation scolaire à Lajoux et Porrentruy, elle suit l'école normale d'institutrices à Delémont puis enseigne à Châtelat et à Lajoux de 1958 à 1991. À sa retraite, elle s'installe en France où elle vit sept ans avant de revenir s'installer dans les Franches-Montagnes, aux Breuleux.
Elle est secrétaire du comité d'action contre l'installation d'une place d'armes dans les Franches-Montagnes et y milite de la fin des années 1950 à la fin des années 1970. Elle raconte ces années de combat dans son récit autobiographique Le bras de fer, paru en 2019,.
Mère de trois enfants, elle est l'une des premières femmes à divorcer à Lajoux.
Benoîte Crevoisier meurt le 20 août 2024 à Saignelégier, dans le canton du Jura, à l'âge de 86 ans,.

## Publications
- Poignée d’escarbilles, Saint-Imier, Éditions Canevas Réédité aux Éditions de L’Aire en 1992
- Le Miroir aux alouettes, Lausanne, Éditions de l'Aire, 1994, 158 p. (ISBN 978-2-88108-371-6)
- Avec un grain de sel, Neuchâtel, Éditions Delibreo, 2007, 294 p. (ISBN 978-2-940398-01-0)
- Mesdemoiselles, Neuchâtel, Éditions Alphil, 2011, 240 p. (ISBN 978-2-940235-92-6)
- Le bras de fer : regard d'une militante sur l'affaire de la place d'armes des Franches-Montagnes, Neuchâtel, Alphil, 2019, 269 p. (ISBN 9782889302321)